# Durchlichtscanner

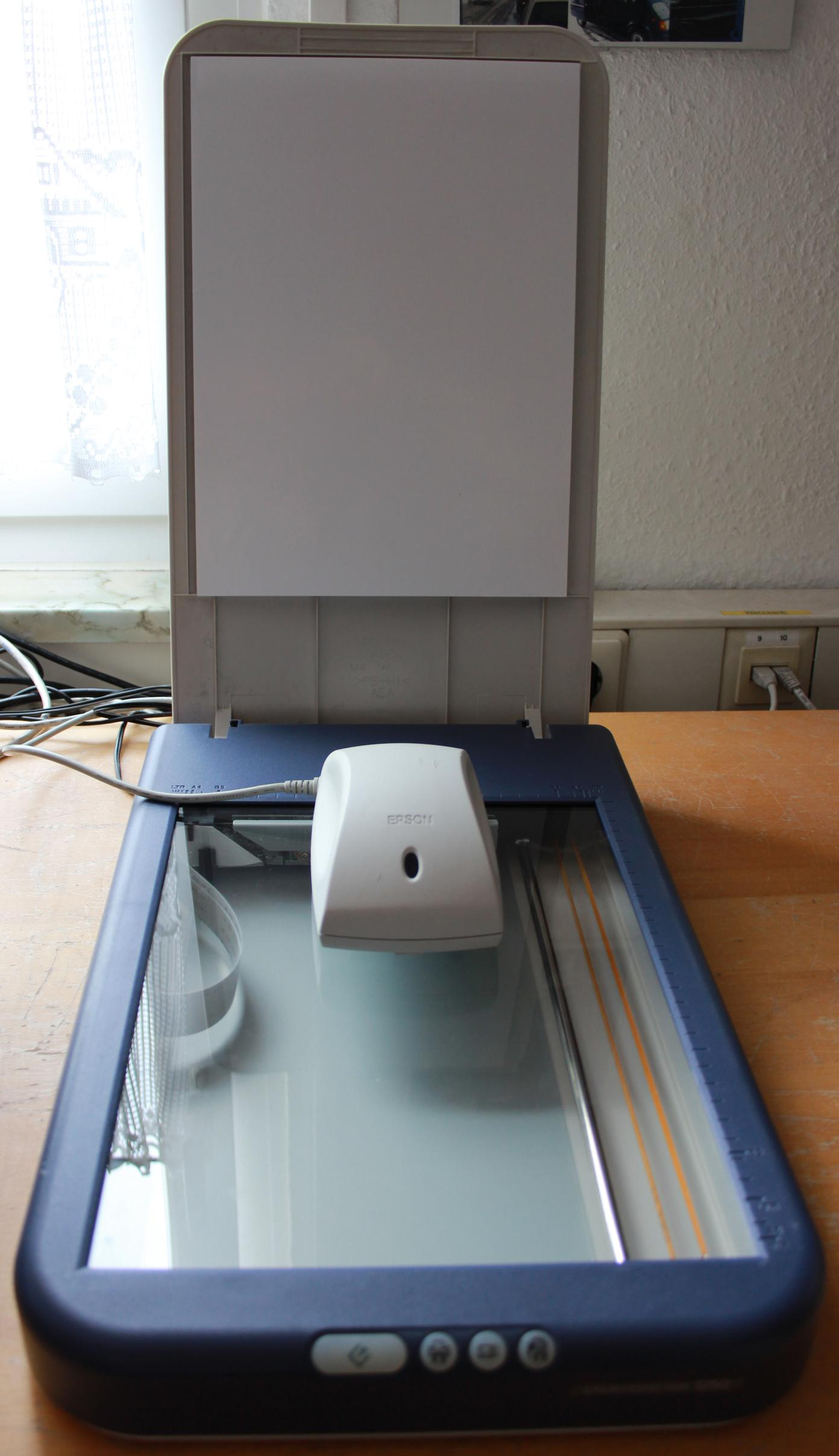
Flachbettscanner mit Durchlichteinheit

Der Durchlichtscanner ist ein Scanner, bei dem das Licht nicht gegen die zu scannende Oberfläche gestrahlt wird, wie es bei handelsüblichen Flachbettscannern und Trommelscannern gewöhnlich erfolgt. Hier wird das Licht durch das Medium durchgeführt, das Verfahren eignet sich daher nur für durchleuchtbare Medien wie Dias, Negativfilme, Röntgenaufnahmen, Transparentfolien und Ähnliches. Ein Diascanner ist beispielsweise ein inzwischen recht verbreiteter Durchlichtscanner. Für einige Flachbettscanner werden Durchlichtaufsätze als Zubehör angeboten. Sie werden verwendet, um großformatige Filme und Negative einscannen zu können, beispielsweise Röntgenaufnahmen.